# Csupka András
Csupka András (Ránk, 1797. december 23. – Eperjes, 1851. július 9.) jogász, tanár
evangélikus főiskolai jogtanár Eperjesen és megyei törvényszéki császári és királyi ülnök. Nyomtatásban egyetlen munkája jelent meg:
Occasione, qua illustr. dn. Joann. Péchy de eadem… in incl. com. Sarosiensi in officii supremi comitis, titulo administratorio clementer collati anno 1823 die 1 octobris m. l. r. civitate Eperies installabatur, cecinit nomine collegii evangelicorum Eperiesiensis introsertus. H. n. licorum Eperiesiensis introsertus. H. n.